# Dieter Burdenski
Dieter Burdenski (Bremen, 26 november 1950 – aldaar, 9 oktober 2024) was een Duits profvoetballer die als doelman speelde voor onder meer Werder Bremen en Vitesse. 
Burdenski is de recordspeler van Werder Bremen met 444 Bundesliga-wedstrijden. Hij speelde twaalf interlands namens West-Duitsland.
Op 4 november 1990 maakte hij zijn debuut in het eerste elftal van Vitesse tegen N.E.C. in de Goffert. Op een leeftijd van 39 jaar werd hij de oudste Eredivisie debutant ooit. Burdenski speelde slechts drie duels voor de club vanwege de schorsing van Raimond van der Gouw.
Hij is de zoon van Herbert Burdenski en vader van profvoetballer Fabian Burdenski.
Burdenski overleed op 9 oktober 2024 op 73-jarige leeftijd.